# Saludos hombre
Série
Colorado
(1966)
Pour plus de détails, voir Fiche technique et Distribution.
Saludos Hombre (Corri uomo corri) est un western européen écrit et réalisé par Sergio Sollima en 1968. Le film met en vedette Donald O'Brien et Tomás Milián sur une musique d'Ennio Morricone.
Saludos Hombre est la suite de Colorado (1966), et le troisième film de la "trilogie" des westerns de Sollima, comptant aussi Le Dernier Face à face (1967), où figure de manière récurrente Tomás Milián. Selon le même Sollima, Saludos Hombre est le plus politique, le plus révolutionnaire et même le plus anarchique de ses films.

## Synopsis
En prison, Cuchillo rencontre Ramirez, un ami avec qui il s'évade pour se rendre dans son village. Mais ce dernier est le seul à connaître l'emplacement d'un trésor que Reza, un bandit à la tête d'une bande de malfrats, convoite plus que tout. Avant de mourir, il tend à Cuchillo un journal, que celui-ci accepte mais qui lui vaut d'être poursuivi de toutes parts...

## Fiche technique
- Titre français : Saludos Hombre
- Titre original italien : Corri uomo corri
- Titre espagnol : Corre, Cuchillo, corre
- Réalisation : Sergio Sollima
- Scénario : Pompeo De Angelis, Sergio Sollima
- Production : Anna Maria Chretien, Alvaro Mancori
- Production exécutive : Aldo Pomilia
- Musique originale : Bruno Nicolai, Ennio Morricone (non crédité)
- Photographie : Guglielmo Mancori, Divo Cavicchioli
- Montage : Tatiana Casini Morigi
- Direction artistique : Francesco Cuppini
- Son : Leopoldo Rosi
- Pays :  Italie /  France
- Langue : italien
- Dates de sortie : 
  - Italie : 29 août 1968
  - France : 6 août 1969

## Distribution
- Tomás Milián (VF : Serge Sauvion) : Manuel “Cuchillo” Sanchez
- Donald O'Brien (VF : Jacques Berthier) : Nathaniel Cassidy
- Linda Veras : Penny Bannington
- Marco Guglielmi (VF : Jean-Claude Michel) : Colonel Michel Sévigny
- José Torres (VF : Michel Gatineau) : Ramirez
- Luciano Rossi : Jean-Paul
- Nello Pazzafini (VF : Georges Atlas) : Riza
- Gianni Rizzo : le maire Christopher Bannington
- John Ireland (VF : Henry Djanik) : Santillana
- Calisto Calisti (VF : Jean-Henri Chambois) : Fernando Lopez
- Attilio Dottesio (VF : Claude Bertrand) : Manuel Etchevana
- José Marco (VF : Jean Violette) : Jose